# Morinda surinamensis
Morinda surinamensis är en måreväxtart som först beskrevs av Cornelis Eliza Bertus Bremekamp, och fick sitt nu gällande namn av Julian Alfred Steyermark. Morinda surinamensis ingår i släktet Morinda och familjen måreväxter. Inga underarter finns listade i Catalogue of Life.